# ناحیه کلارنس، میشیگان
ناحیه کلارنس (به انگلیسی: Clarence Township) یک منطقهٔ مسکونی در ایالات متحده آمریکا است که در شهرستان کالهاون، میشیگان واقع شده‌است.
 ناحیه کلارنس ۸۸٫۲ کیلومتر مربع مساحت و ۱٬۹۸۵ نفر جمعیت دارد و ۲۹۵ متر بالاتر از سطح دریا واقع شده‌است.